# Universität Stellenbosch

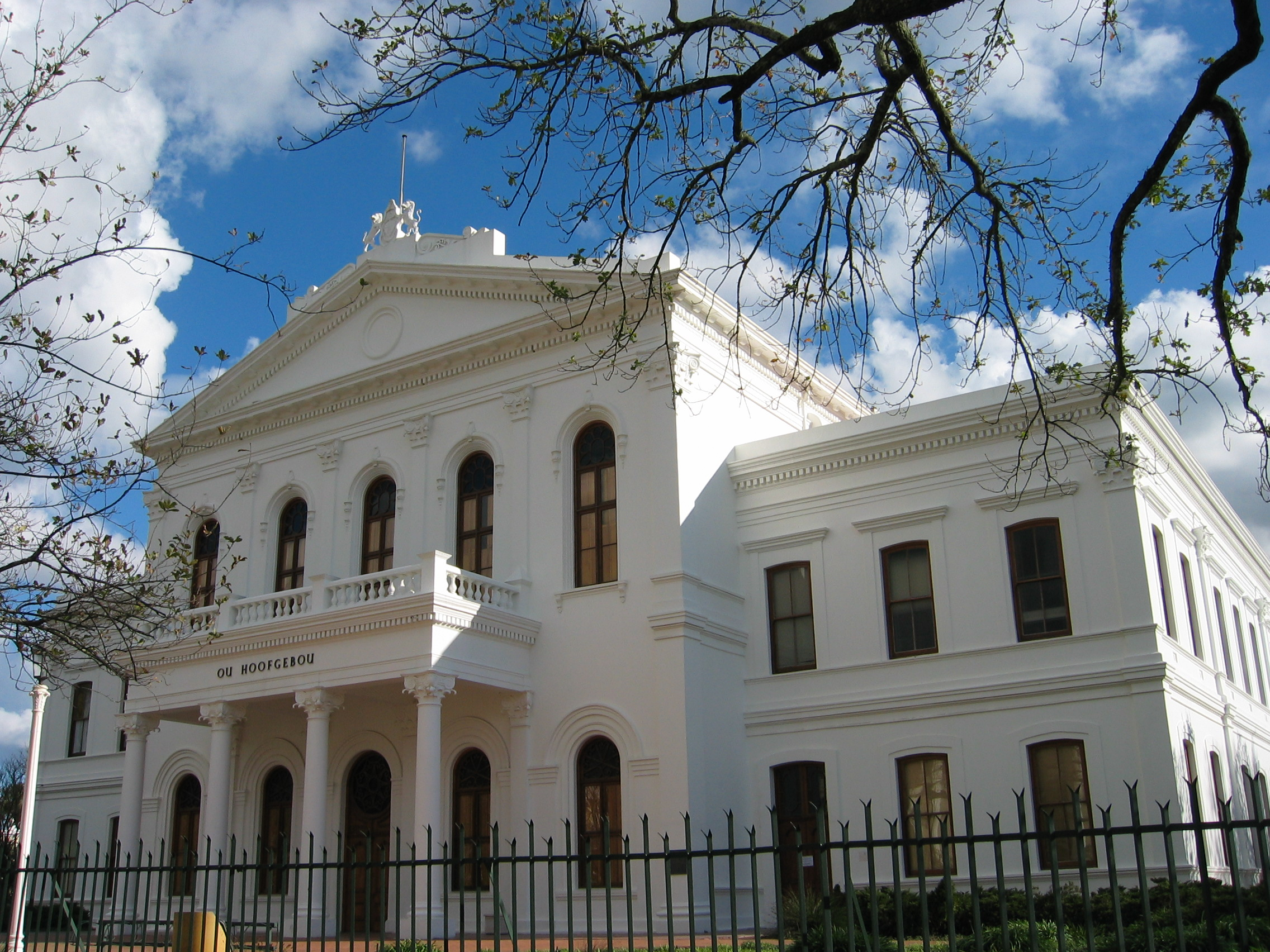
Das „Alte Hauptgebäude“ (Ou Hoofgebou) der Universität

Die Universität Stellenbosch (Afrikaans: Universiteit Stellenbosch, kurz US; englisch: Stellenbosch University, kurz SU) ist eine Universität in Südafrika. Der Hauptcampus liegt in Stellenbosch, etwa 50 Kilometer vom Zentrum Kapstadts entfernt. Bis 2016 gehörte sie zu den höheren Bildungseinrichtungen, an denen vornehmlich auf Afrikaans gelehrt wurde.

## Geschichte
Die Geschichte der Universität geht auf die Gründung des Stellenbossche Gymnasium am 1. März 1866 sowie auf die Gründung der Kunstfakultät im Jahr 1881 als Stellenbosch College zurück. 1887 wurde das College in Victoria College umbenannt und mit Erlangung des Universitätsstatus 1918 schließlich in den heutigen Namen Universiteit Stellenbosch beziehungsweise Stellenbosch University. Sechs frühere südafrikanische Premierminister absolvierten ein Studium an der Universität Stellenbosch. 

## Lage
Stellenbosch ist eine Stadt mit 90.000 Einwohnern (ohne Studenten), die maßgeblich von der Universität geprägt ist. Die Universität ist auf vier verschiedene Standorte verteilt, den Hauptcampus, die „Tygerberg Fakultät“ für Medizin und die Bellville Park Business School in Kapstadt sowie die Fakultät für Militärwissenschaften in Saldanha.

## Lehrsprache
2014 wurden neue Leitlinien zur Sprachenverwendung beschlossen, die 2017 in Kraft traten. Demnach sind Englisch und Afrikaans praktisch gleichberechtigt, während dem isiXhosa ebenfalls Raum gegeben wird, etwa bei öffentlichen Veranstaltungen. Vorlesungen – sofern sie nicht die jeweilige Sprache behandeln – werden bilingual auf Englisch und Afrikaans abgehalten oder am Ende in der jeweils anderen Sprache zusammengefasst. Im ersten Studienjahr werden Simultanübersetzungen angeboten. Für Hausarbeiten und Prüfungen können die Studenten eine der beiden Sprachen wählen. Bis 2016 war Afrikaans die überwiegende Lehrsprache, womit die Universität nach dem Ende der Apartheid zu den wenigen höheren Bildungseinrichtungen mit dieser Ausprägung gehörte.

## Fakultäten
An der Universität gibt es 150 Fachbereiche, die auf zehn Fakultäten aufgeteilt sind. Zusätzlich gibt es etwa 40 Forschungsinstitute, Anzahl der Studierenden von 2014 in Klammern.
Auf dem Hauptcampus in Stellenbosch sind folgende Fakultäten angesiedelt:
- Ingenieurwissenschaften (3.712)
- Kunst- und Sozialwissenschaften (5.223)
- Landwirtschaft- und Forstwissenschaften (1.855)
- Naturwissenschaften (3.011)
- Pädagogik (1.881)
- Rechtswissenschaften (812)
- Theologie (527)
- Wirtschaftswissenschaften (7.784)

Außerhalb des Hauptcampus befinden sich:
- in Saldanha, die Fakultät für Militärwissenschaften[6] (497)
- in Tygerberg, die Fakultät für Medizin (4.091).
- in Bellville, die "University of Stellenbosch Business School" (580)

## Einrichtungen
An der Universität gibt es eine umfassende Bibliothek mit rechnergestützter Datenbasis. Es gibt ein modernes Konservatorium mit zwei Konzerthallen, wo regelmäßig Konzerte aufgeführt werden. Im Langenhoven-Studentenzentrum, auch Neelsie genannt, befinden sich der Studentenrat, ein Food-Court, ein Einkaufszentrum sowie die Büros der rund 50 verschiedenen Studentenorganisationen.
Innerhalb der Fakultät für Künste und Sozialwissenschaften wird durch deren Fachbereich „Drama“ eine Theatereinrichtung mit 420 Sitzplätzen betrieben, der Adam Small Theatre Complex, benannt nach dem Schriftsteller Adam Small. Bis 2018 hieß es HB Thom Theatre nach dem Historiker und ehemaligen Universitätsrektor Hendrik Bernardus Thom.
Es werden etwa 30 verschiedenen Sportarten angeboten. Zu den Sporteinrichtungen gehören zwei Stadien, zwei große Schwimmbäder, verschiedene Sportplätze und ein Kraftsportzentrum. 
Die Studentenheime können etwa 6.000 Studenten beherbergen.

## Studenten
Von rund 29.000 immatrikulierten Studenten im Jahr 2014 waren 63,4 % Weiße, 17,1 % Coloureds, 17,0 % Schwarze und 2,5 % Inder. 47,8 % der Studenten waren männlich.

## Kritik
Studenten haben gegen Rassismus und Diskriminierung an der Universität Stellenbosch demonstriert. Im August 2015 erschien der Dokumentarfilm Luister, der die Vorwürfe in Interviews mit Studenten beleuchtet. Der ANC bezeichnete die Universität als „ehemaliges Lager der weißen Vorherrschaft“ und Bildungsminister Blade Nzimande sagte, dass Rassismus und Diskriminierung offenbar an der Universität Stellenbosch scheinbar unverändert weitergehen.

## Publikationen
- Matieland, eine seit 1957 erscheinende Zeitschrift der Universität.[10]
- Akroterion. Journal for the Classics in South Africa (auch: Quarterly for the classics in South Africa), eine seit 1956 erscheinende Zeitschrift des Departement van Klassieke an der Universität.[11]

## Bekannte Absolventen
- Edwin Cameron (* 1953), Rhodes-Gelehrter und Richter am Verfassungsgericht
- John Dugard (* 1936), Professor für internationales Recht
- James Barry Munnick Hertzog (1866–1942), Premierminister der Südafrikanischen Union 1924–1939
- Daniel François Malan (1874–1959), Premierminister der Südafrikanischen Union 1948–1954
- Ernst Gideon Malherbe (1895–1982), Erziehungswissenschaftler und Vice-Chancellor der University of Natal
- Christiaan Frederick Beyers Naudé (1915–2004), Theologe
- Marlene van Niekerk (* 1954), Schriftstellerin und Professorin
- Peter Jan Pahl (* 1937), Bauingenieur, Professor an der TU Berlin
- Jan Christiaan Smuts (1870–1950), Premierminister der Südafrikanischen Union 1919–1924 und 1939–1948
- Johan Steyn, Baron Steyn (1932–2017), südafrikanisch-britischer Jurist und Lordrichter
- Johannes Gerhardus Strijdom (1893–1958), Premierminister der Südafrikanischen Union 1954–1958
- Hendrik Bernardus Thom (1905–1983), Hochschullehrer, Rector und Chancellor an der Universität Stellenbosch
- Hendrik Frensch Verwoerd (1901–1966), Hochschullehrer an der Universität Stellenbosch, Premierminister der Südafrikanischen Union und Südafrikas 1958–1966
- Balthazar Johannes Vorster (1915–1983), Premierminister 1966–1978 und Staatspräsident von Südafrika 1978/79
- Deon van der Walt (1958–2005), Sänger
- Christoffel Wiese (* 1941), Unternehmer
- Daniël „Danie“ Maree Van Der Merwe, Interims-CEO von Steinhoff International Holdings
- Monique Nsanzabaganwa (* 1971), Ruanderin, Vizepräsidentin der Kommission der Afrikanischen Union (2021– )